# Polski Senoveț, Veliko Tărnovo
Polski Senoveț (în bulgară Полски Сеновец) este un sat în comuna Polski Trămbeș, regiunea Veliko Tărnovo,  Bulgaria. 

## Demografie
Componența etnică a satului Polski Senoveț
     Bulgari (95,41%)
     Nicio identificare (2,5%)
     Altele (2,08%)
La recensământul din 2011, populația satului Polski Senoveț era de 719 locuitori. Din punct de vedere etnic, majoritatea locuitorilor (95,41%) erau bulgari. Pentru 2,5% din locuitori nu este cunoscută apartenența etnică.